# Ganasandra, Nagamangala
Ganasandra là một làng thuộc tehsil Nagamangala, huyện Mandya, bang Karnataka, Ấn Độ.